# Because I Love You (The Postman Song)
Because I Love You (The Postman Song)は、スティービー・Bによる歌である。この歌は1990年12月8日に、Billboard Hot 100においてナンバーワンのヒットとなった。

## 日本でのヒット
この歌はTOKIO HOT 100において、1991年の年間チャート1位を獲得している。また、TVコマーシャルソング（JFEスチール、当時は川崎製鉄）として使用されたため知名度を得た。

## 香港でのヒット
この歌と類似した題名の香港ポップスの歌が、香港のエンターティナー、Alex Toによって歌われ、1990年代初期のローカルポップヒットとなった。

## カヴァー
- 1991年に沢田研二がカバーアルバム『A SAINT IN THE NIGHT』で、「夜の聖者」のタイトルで日本語カバー（作詞は覚和歌子）。
- 2017年にEXILE THE SECONDがアルバム『BORN TO BE WILD』で日本語カバー（作詞は松尾潔）。